# 绵阳市先锋路诗琳通公主小学校
绵阳市先锋路诗琳通公主小学校，原名绵阳市先锋路小学，位于四川省绵阳市涪城区先锋路，始建于1965年。教学楼面积7,156.15平方（77,028.2平方英尺），可容纳2000人。
2008年5月12日汶川大地震导致学校设备严重损毁。2009年4月，泰国诗琳通公主来绵阳市考察时，决定捐赠1000万元人民币重建先锋路小学，重建后改为现名。

## 校门及校徽

先锋教育标志

校门前有该学校的泰文及英文题字；下方碑记是《先锋赋》，用文言文描述了先锋路小学的命名来源、校训、毁坏和重建记载。校徽即诗琳通公主的皇家标志，由堇紫色泰文字母和白色泰文字母组成，上有一顶泰式王冠。
先锋教育标志是上红下蓝的圆形，中间是由“先锋”两字的汉语拼音首字母“X”和“F”组成的白色图案，形似快速飞翔的老鹰。

## 诗琳通公主访问小学

### 第一次
2010年4月8日，诗琳通公主参加了该校的落成典礼，并向学校捐赠了10万元和一些书籍。

### 第二次
2011年4月9日，诗琳通公主第二次来到此校向学生赠书，与泰国的吉拉达学校结为姊妹学校。随后四川的一位企业家向诗琳通公主赠送一尊普贤菩萨像。

### 第三次
2018年4月7日，诗琳通公主第三次访问小学，她用流利的汉语演讲说：“好久没来了，我很想你们。这次来看到你们的校园更漂亮，孩子们进步更大了，我非常高兴。孔子说：‘学而时习之，不亦说乎？’希望你们爱学习、爱生活，不断进步”。全校师生为迎接公主制作了一个小花亭，让公主坐在其中观看师生表演。该表演与泰国吉拉达学校合作演出，其中包括歌曲《心爱的公主》、《大象儿歌》、《甜蜜蜜》等。

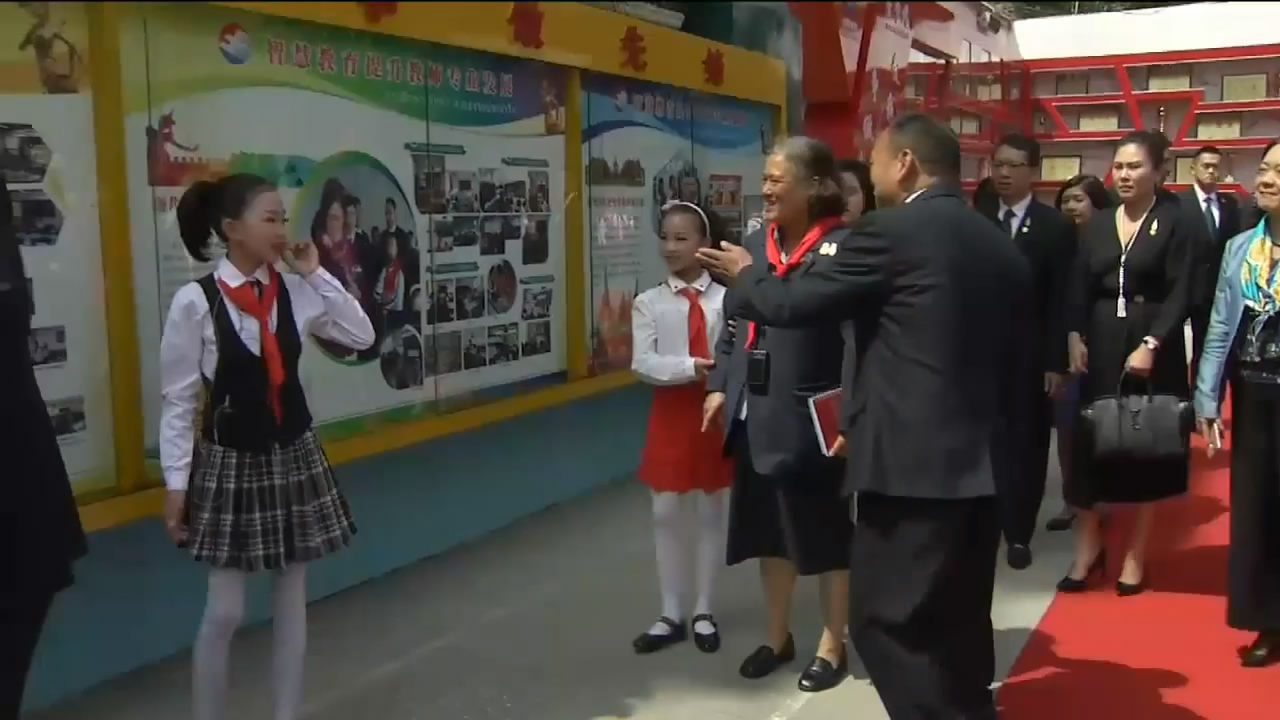
诗琳通公主小学的学生
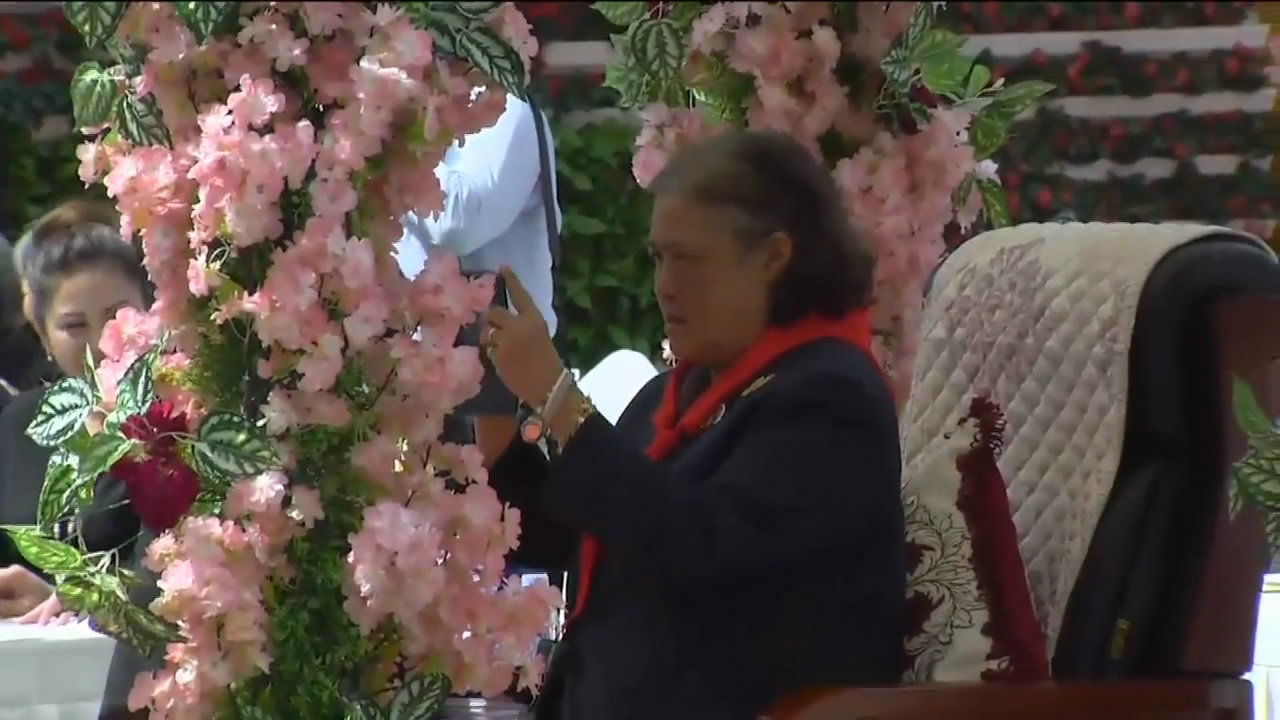
诗琳通公主坐在师生们搭建的花亭中拍摄表演

### 第四次
2024年4月9日，诗琳通公主第四次访问小学。该校约1,600余名师生为迎接公主，挥舞着手中的中国国旗和泰国国旗，呼喊着“中泰友谊，地久天长”的口号。诗琳通公主小学和吉拉达学校的学生合作表演舞蹈节目《梦娃》、《泰国四部融合舞蹈》，原创诗朗诵节目《在爱的童话中长大》以及合唱歌曲《人民的公主》。最后诗琳通公主用毛笔题字“一起向未来”。
在公主到来之前一周，该校举行了为期9天的教育文化交流活动，以“中泰友人聚绵州，不负情谊不负春”为主题。